# 福州西湖
26°05′33.57″N 119°17′23.40″E / 26.0926583°N 119.2898333°E

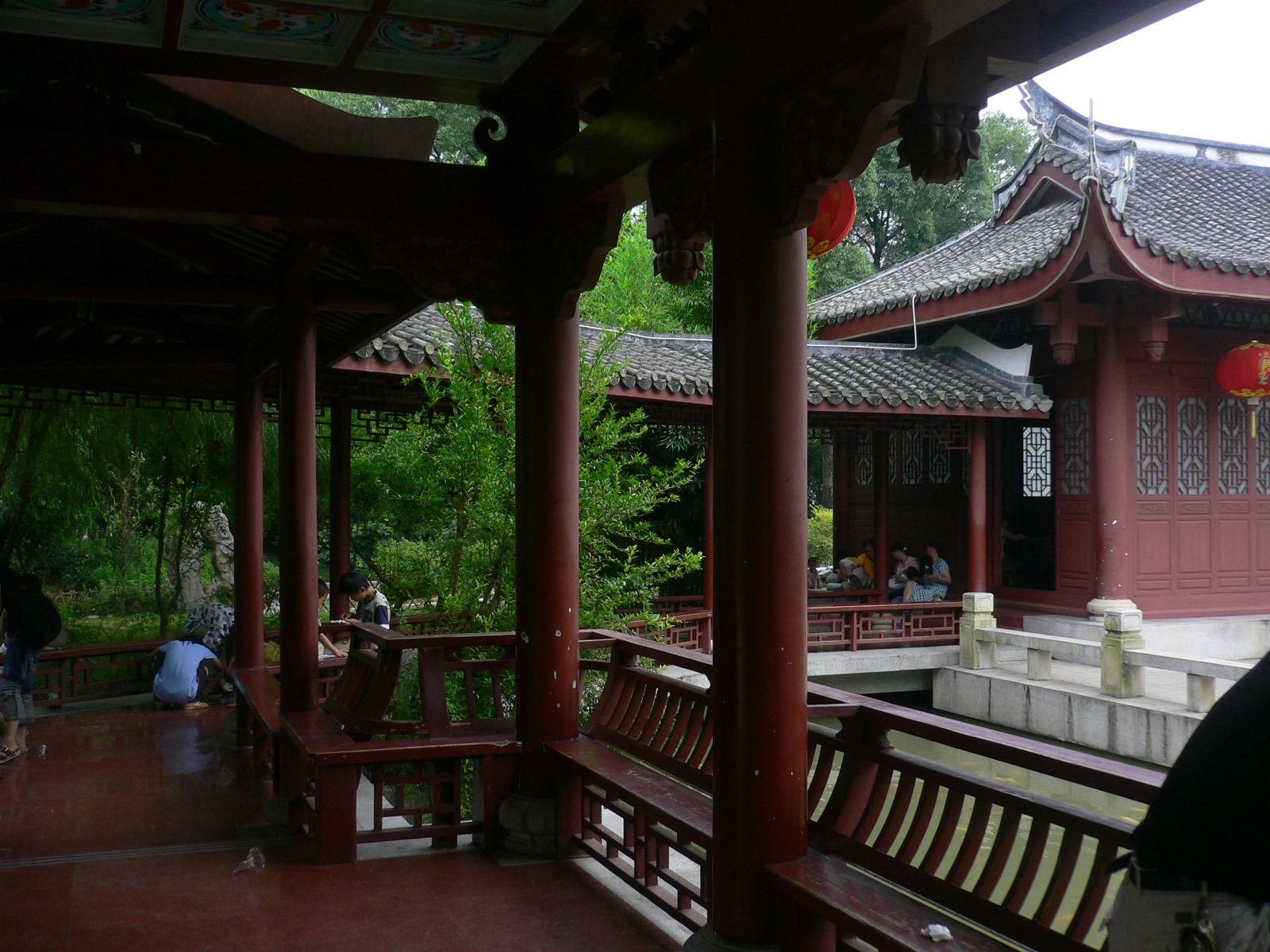
福州市西湖公園內部

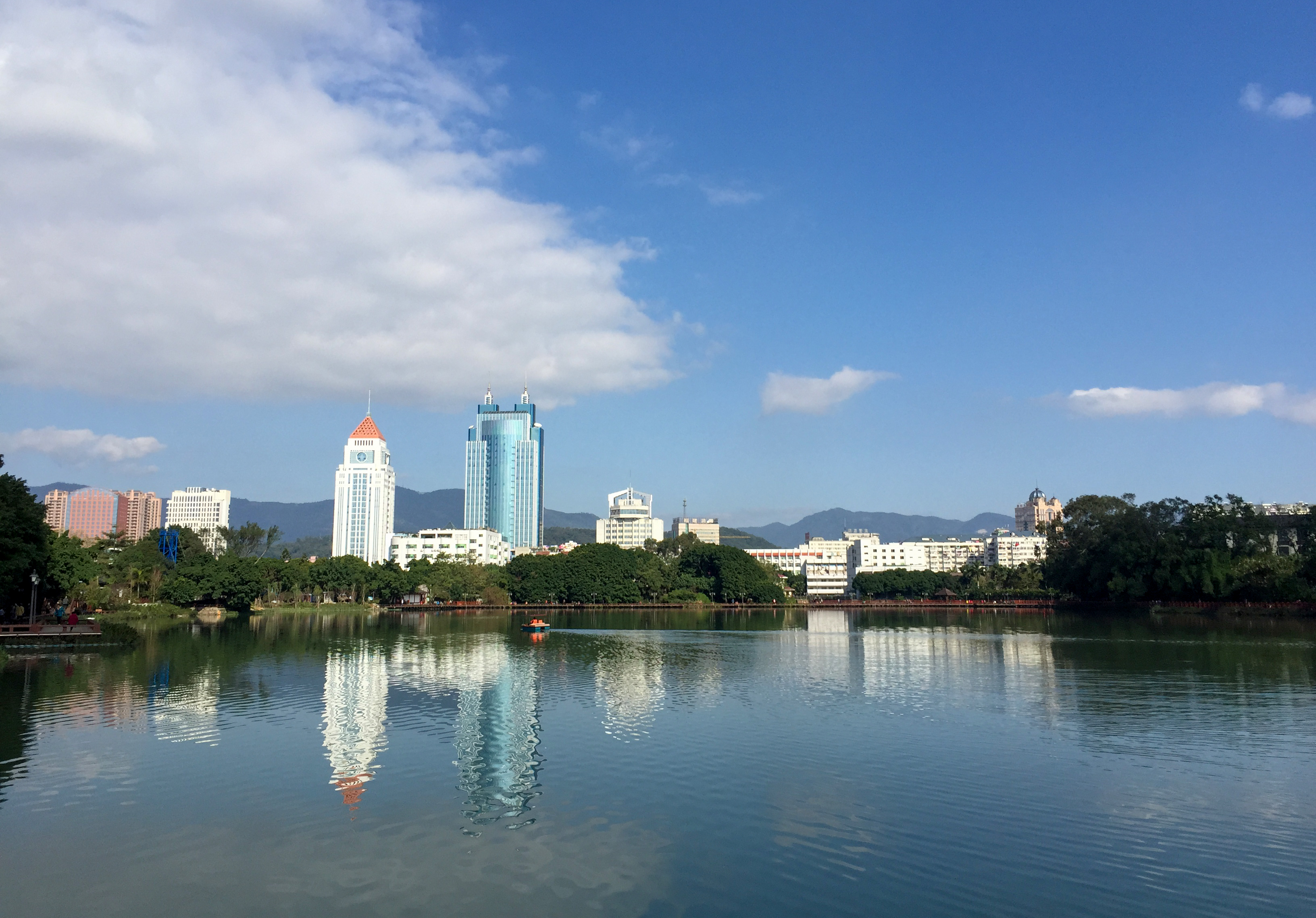
福州市西湖公园（2016年1月）

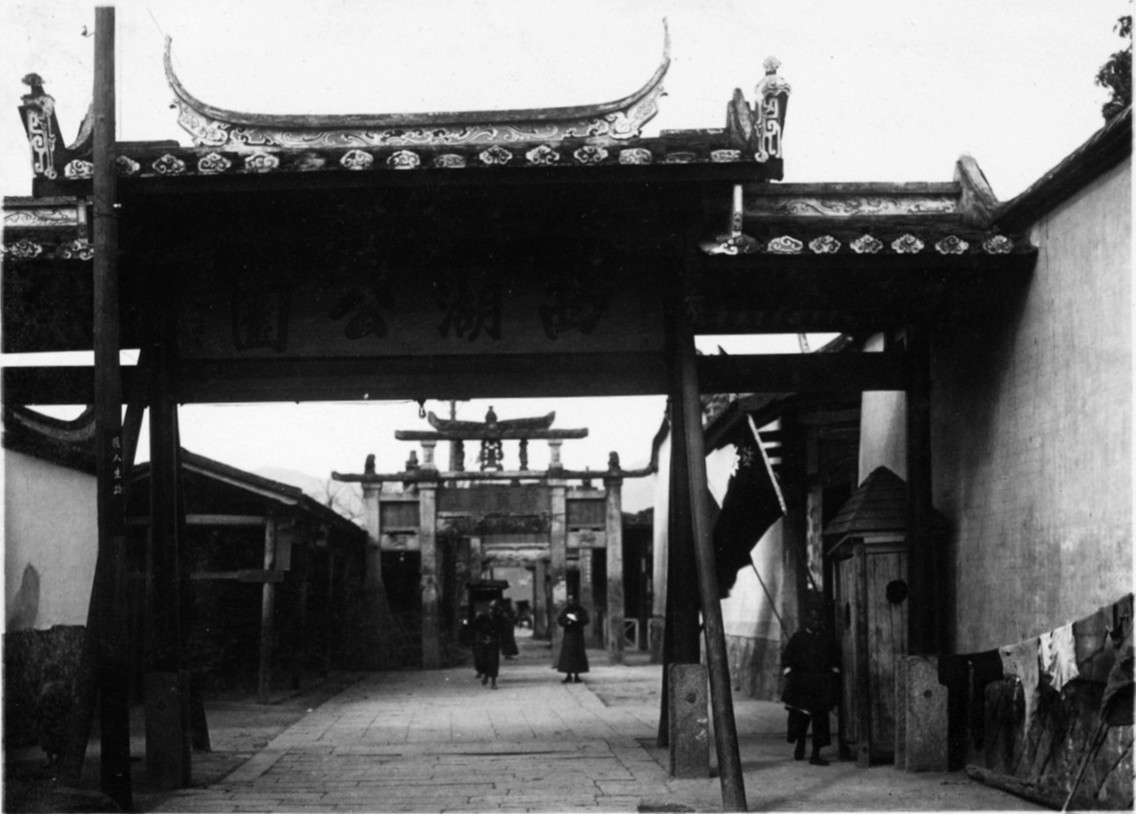
旧时福州西湖的大门和牌坊

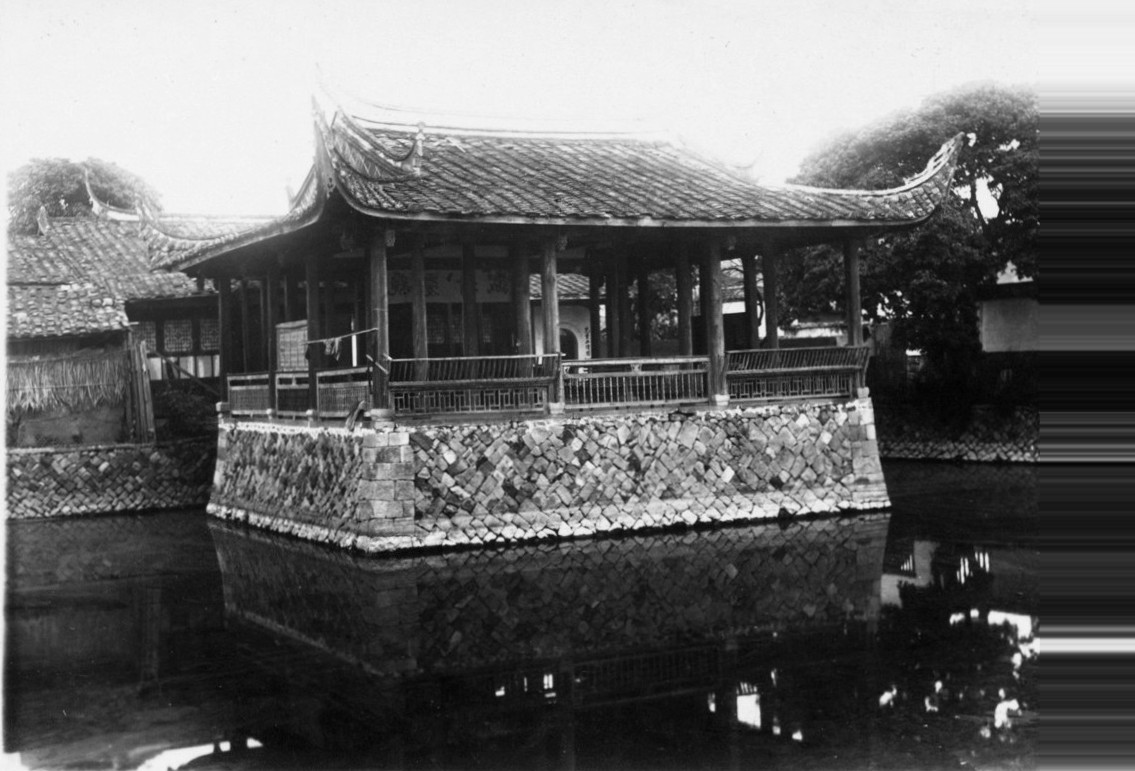
舊時福州西湖的荷亭

福州西湖（平話字：Hók-ciŭ Să̤-hù），现辟为福州市西湖公园，位于福州市区西北部，为西晋太康三年（282年），晋安太守严高主持挖凿，当时主要为农田灌溉所用。因在福州城之西，故名西湖。
五代十国时期，闽王王审知亲自主持疏浚西湖；王审知长子王延翰在位时，在西湖一带建造宫殿，长达十几里，号“水晶宫”；王延翰之弟王延钧在位时，在西湖一带宫殿的基础上继续大兴土木，修筑“长春宫”，营建亭、台、楼、榭，湖中设楼船。南宋和清朝时期又有扩建。1914年，成为公园。
西湖公园由三个小岛组成，分别由柳堤桥、飞虹桥、步云桥、北闸桥接开化屿、窑角屿、谢坪屿而成。公园主要景点有仙桥柳色、紫薇厅、开化寺、宛在堂、水榭亭廊、鉴湖亭、湖天竞渡、湖心春雨、金鳞小苑、古堞斜阳、芳沁园、荷亭、桂斋、浚湖纪念碑、盆景园等。